# Individualismus
Individualismus (z lat. in-dividuus, nedělitelný, a individuum, jednotlivec) je morální, politický nebo společenský názor a postoj, který na první místo klade jedince, jeho nezávislost a soběstačnost. Svobodu obvykle chápe jako co nejmenší omezování druhými a společností („negativní svoboda“, Isaiah Berlin). Individualisté jsou přesvědčeni, že každý jednotlivec má právo prosazovat své individuální zájmy a cíle a starat se především sám o sebe.

## Postoj
Individualismus chápe společnost jako víceméně nahodilé a volné seskupení osob a odmítá nebo podceňuje společenské vazby člověka. Protikladem individualismu je kolektivismus a komunitarismus, které zdůrazňují skupinové, společenské nebo národní zájmy a závazky jednotlivce vůči nim.
Individualismus může vyžadovat, aby každý jedinec uznával i stejná práva všech ostatních, a potud není totéž co egoismus. Někteří individualisté, jako například Ayn Rand, jsou proti takovému „morálnímu relativismu“ a popisují sobeckost jako výhodu či přednost. Naopak někteří filosofové, sociologové (Émile Durkheim, Norbert Elias, Francis Fukuyama) i ekonomové (Amartya Sen, Friedrich August von Hayek, institucionální ekonomie) zdůrazňují význam společenské soudržnosti a vzájemné důvěry. Kde se jich nedostává, rostou transakční náklady a hrozí rozpad společnosti (anomie). Friedrich A. Hayek ho popisuje jako úctu k jednotlivci, tj. uznání jeho vlastních jedinečných názorů a zálib za nejdůležitější pro něj samého, a poukazuje na nutnost tolerance možnosti rozvíjení individuálního nadání. Důležitá je pro něj i svoboda volby a možnosti každého jedince pokusit se vést si svůj vlastní život.

## Metoda
Od individualismu jako postoje je třeba odlišovat metodologický individualismus, častý postup společenských věd (zejména ekonomie nebo sociologie), který si pro zjednodušení společnost modeluje jako soubor nezávislých jedinců, s nímž se snadněji pracuje. Metodologický individualismus zanedbává vzájemné vztahy, vazby či závazky mezi lidmi, aby mohl používat kvantitativních a statistických metod (průzkumy veřejného mínění, modely ekonomického chování apod.).